# Abu-Xama al-Maqdissí
Xihab-ad-Din Abu-l-Qàssim Abd-ar-Rahman ibn Ismaïl al-Maqdissí —àrab: عبد الرحمٰن بن إسماعيل بن إبراهيم بن عُثمان المقدسي, ʿAbd ar-Raḥmān b. Ismāʿīl b. Ibrāhīm b. ʿUṯmān al-Maqdisī—, conegut com a Abu-Xama —àrab: أبو شامة المقدسي, Abū Xāma al-Maqdisī— (Damasc, 10 de gener del 1203-13 de juny de 1268) fou un historiador àrab nascut a Damasc, a Síria, on va viure tota la vida excepte un període en què va estudiar a Egipte i un parell de peregrinacions a la Meca.
Les seves obres principals són:
- Kitab ar-rawdatayn fi akhbar ad-dawlatayn (sobre Nur-ad-Din Mahmud i Saladí)
- Adh-dhayl ala r-rawdatayn (continuació de l'anterior)
- Tarikh Dimaixq (un resum de l'obra d'Ibn Assàkir)